# Межпозвоночная грыжа
Межпозвонковая гры́жа (грыжа межпозвонкового диска) — выпячивание (экструзия) ядра межпозвонкового диска в позвоночный канал в результате нарушения целостности фиброзного кольца.
Наиболее часто встречаются грыжи межпозвонковых дисков пояснично-крестцового отдела позвоночника (150 случаев на 100 000 населения в год), значительно реже наблюдаются грыжи в шейном отделе позвоночника, наиболее редки — в грудном отделе.
Грыжи относительно редко требуют хирургического вмешательства, тем не менее в США ежегодно проводится более 200 тысяч, а в Германии — 20 тысяч вмешательств. В 48 % случаев грыжи локализуются на уровне L5-S1 пояснично-крестцового отдела, в 46 % случаев — на уровне L4-L5, остальные 6 % — на других уровнях или на нескольких уровнях пояснично-крестцового отдела. Менее тяжёлое состояние — выпячивание ядра межпозвоночного диска без разрыва фиброзного кольца, называется протрузией.

## Причины
Дегенерация диска в настоящее время является основным фактором, который рассматривается как причина грыжеобразования. Но провоцирующие факторы дегенерации диска и дальнейшего грыжеобразования полностью не изучены. Данный процесс обусловлен многофакторной этиологией. Выделяют 3 фактора: генетический, нарушение метаболизма или питания, и механический, обусловленный постоянным микротравмированием и постепенным разрушением структур межпозвонкового диска.
Однако не только генетические эндогенные факторы, но и экзогенные влияния определяют характер и скорость дегенеративных изменений диска. Физические нагрузки в виде подъёма тяжестей, торсионных нагрузок, то есть подъём тяжести в сочетании со скручиванием, или «гольфинг», вождение автомобиля определены как основные факторы риска дисковой дегенерации и последующего грыжеобразования.
У взрослых людей межпозвонковый диск не имеет кровоснабжения, и его питание происходит осмотически, то есть при движении, например, при ходьбе. Соответственно, при малоподвижном образе жизни питания диску недостаточно, и со временем он теряет влагу и становится хрупким. Также на эту хрупкость влияет наследственность.
Также существует триггерная теория грыжеобразования. Согласно ей первопричиной являются сокращённые мышцы, которые, как тиски сжимают межпозвонковый диск, и тем самым мешают нормальному его питанию. Следствием является постепенная потеря влаги диском и его хрупкость.
Вместе с тем явление выпячивания диска является физиологичным при малых его проявлениях. Именно по этой причине человек утром имеет больший рост, чем вечером.

## Клинические проявления
Грыжи дисков в большинстве возникают у людей трудоспособного возраста. Они часто сопровождаются неврологическими нарушениями, обусловленные компрессией спинномозгового корешка. Образованию грыжи диска обычно предшествуют эпизоды поясничных болей, часто связанных с физическими нагрузками. При неврологическом обследовании можно предположительно сориентироваться в отношении локализации компримирующего процесса по длине и поперечнику позвоночного канала, оценивая всем известную топику неврологических нарушений.
Клинико-топографическая картина при компрессии корешков поясничного отдела позвоночника:
- синдром корешка L4 (диск L3-L4) — иррадиация болей в передневнутренние отделы бедра, голени и внутреннюю лодыжку, гипестезия на передней поверхности бедра, слабость четырёхглавой мышцы, снижение или утрата коленного рефлекса;
- синдром корешка L5 (диск L4-L5) — иррадиация болей из верхней ягодичной области в наружные отделы бедра и голени, иногда с распространением на тыл стопы, на I—III пальцы, гипестезия в этой же зоне; слабость перонеальной группы мышц, возможна гипотрофия, слабость разгибателя I пальца стопы (симптом Спурлинга);
- синдром корешка S1 (диск L5-S1) — иррадиация болей из средней ягодичной области в задненаружные или задние отделы бедра, голени, в пятку с переходом на наружный край стопы и IV—V пальцы, гипестезия в задненаружных отделах голени и наружных отделах стопы; гипотрофия большой ягодичной и икроножной мышц, слабость икроножной мышцы, снижение или отсутствие ахиллова и подошвенного рефлексов.

Синдромы компрессии корешков шейных спинномозговых нервов, которые обычно сдавливаются в межпозвонковом отверстии над одноимённым позвонком:
- синдром компрессии корешка С4 проявляется болями в надплечье, может сопровождаться амиотрофией трапециевидной, надостной и даже большой грудной мышцы.
- Синдром компрессии корешка С5 — проекционная боль и чувствительные расстройства локализуются в зоне дельтовидной мышцы, могут сопровождаться с её слабостью и гипотрофией, снижением лопаточного рефлекса.
- синдром компрессии корешка С6 — проекционная боль и чувствительные расстройства локализуются в виде полосы по наружному краю руки, до первого пальца кисти. Снижается сила мышц, сгибающих предплечье, нарушается рефлекс с двуглавой мышцы.
- синдром компрессии корешка С7 — проекционная боль и чувствительные расстройства локализуются в виде полосы на тыльной поверхности руки, особенно в трёх средних пальцах. Триципитальный рефлекс обычно снижен или отсутствует. Могут быть вегетативно-трофические нарушения в кисти.
- синдром компрессии корешка C8 диагностируется очень редко, в основном при посттравматическом остеохондрозе с формированием грыжи или «остеофита» в межпозвонковом отверстии С7—Th1. Проекция болей и чувствительных расстройств соответствует ульнарному краю руки, включая четвёртый и пятый пальцы. Может быть снижен карпорадиальный рефлекс.

## Обследование
Методом выбора диагностики грыж межпозвонковых дисков в настоящее время является магнитно-резонансная томография (МРТ) или мультиспиральная компьютерная томография (МСКТ). При необходимости проводится неинвазивная МР-миелография или инвазивная КТ-миелография.

## Лечение
В большинстве случаев симптомы межпозвонковой грыжи стихают в течение нескольких недель, что может быть обусловлено их спонтанной резорбцией. В последующем наступает ремиссия и хирургическое вмешательство не требуется. Исследование Vroomen и коллег (2002) показало, что у 73 % пациентов выраженное улучшение наступало без хирургического вмешательства в течение 12 недель после появления симптомов заболевания.
Однако сам факт облегчения состояния, при наличии грыжи, не исключает факта образования последствий по типу корешкового синдрома (травмы и воспаления нервных корешков спинного мозга)
Хирургическое лечение межпозвоночной грыжи должно рассматриваться только как крайняя мера и только после безуспешных попыток консервативного лечения, которое не смогло взять под контроль болевой синдром.
Основным методом консервативного лечения межпозвонковой грыжи является противовоспалительная терапия с использованием противовоспалительных средств (как НПВС, так и гормональных), миорелаксантов. Основная задача данного лечения состоит в снижении воспаления в месте возникновения грыжи с целью меньшего её воздействия на корешок. С этой же целью применяются инъекции в область воспалительного процесса — блокады. Блокады делятся на паравертебральные (в мышцы, разгибающие туловище) и эпидуральные (непосредственно к самой грыже). Эпидуральные блокады являются сложной медицинской процедурой и требуют от специалиста высокой квалификации.
Последний Кохрановский обзор эпидуральных кортикостероидных блокад при боли в спине и радикулопатии показал, что разница в снижении боли между блокадой с активным веществом и плацебо была менее 10 % и не может считаться клинически значимой. Авторы рекомендовали пересмотреть клинические рекомендации по использованию кортикостероидных препаратов (блокад) при данной патологии и применять их реже.
После стихания обострения воспалительный процесс продолжается и благодаря ему происходит лизис, грыжа уменьшается в размерах. Процесс уменьшения размеров межпозвонковой грыжи называется резорбцией. Иммунные клетки распознают выпучившееся пульпозное ядро как чужеродное и уничтожают его, однако это связано с воспалительным отёком и при новообразовавшейся грыже он создаёт дополнительное давление на корешок.
Кроме медикаментозной терапии, значительную и зачастую решающую роль играет лечебная физкультура.

## Показания для хирургического лечения грыж межпозвонкового диска
Существует три состояния болезни в разрезе хирургического вмешательства: 1. Показания отсутствуют; 2. Относительные показания; 3. Абсолютные показания.
1. Показания в хирургическом вмешательстве отсутствуют в том случае, если болевой синдром поддаётся консервативному лечению.
2. Относительные показания имеются в случае неэффективности консервативного лечения, либо с целью достижения выздоровления в кратчайшие сроки.
3. Абсолютные показания имеются при критических нарушениях, связанных с пережатием корешков, вызывающих недержание мочи и кала, нарушением потенции и прочими. Определённую роль играет время от появления самого пережатия до проведения операции, в связи с возможными нарушениями функциональности пережатого нерва в будущем.

Данное разделение носит отчасти условный характер, так как каждый случай индивидуален и требует индивидуального подхода в лечении.

## Виды оперативного лечения
До недавнего времени применялось удаление грыжи межпозвонкового диска путём ламинэктомии соответствующего уровня. С появления хирургического микроскопа стало возможным уменьшить травму операционного доступа и производить удаление грыжи диска через меньшее трепанационное окно, так появился метод интраламинарного микрохирургического удаления грыжи диска, который используется и по сей день, являясь «золотым стандартом» хирургического лечения грыж межпозвонковых дисков. Дальнейшее развитие методов идёт по пути уменьшения хирургической травмы, и это развитие неотрывно связано с развитием медицинской техники и оптики. В настоящее время широко применяется микрохирургическое удаление и появилось множество вариантов эндоскопического удаления грыжевого выпячивания.

### Трансфасеточное удаление межпозвонковой грыжи поясничного отдела с использованием тубусных ретракторов и чрескожной полуригидной транспедикулярной стабилизацией на PEEK-стержнях
Современный малоинвазивный метод нейрохирургического лечения межпозвонковой грыжи. В ходе операции производится удаление грыжи и стабилизация оперируемого сегмента при помощи системы, состоящей из четырёх титановых винтов и двух PEEK (ПИК) стержней. В операции используется тубусный ретрактор (ранорасширитель), который позволяет произвести операцию через небольшой разрез, не повреждая мышцы спины (подобно эндоскопическим операциям).
На первом этапе операции при помощи интраоперационного рентгена производится разметка области, в которой будет проводиться операция. Затем выполняется небольшой надрез кожи (длиной около 2 см) и устанавливается ранорасширитель. Через ретрактор с использованием операционного микроскопа производится удаление части сустава, после чего хирургу становится видна грыжа, которая давит на нервный корешок. Затем межпозвонковая грыжа удаляется. В отличие от эндоскопической операции, благодаря использованию тубусного ретрактора и операционного нейрохирургического микроскопа, врач может видеть 3D-изображение вместо 2D, а также имеет больше свободы в использовании различных хирургических инструментов. Это существенно влияет на качество операции.
После удаления межпозвонковой грыжи производится чрескожная транспедикулярная стабилизация PEEK-стержнями среднего и заднего опорного столба. Все стабилизирующие имплантаты устанавливаются под контролем ЭОП (электронно-оптического преобразователя, рентгена).
В результате этой операции устраняется механическая причина — межпозвонковая грыжа. Оперированный сегмент надёжно укрепляется с учётом сохранения биомеханики позвоночника. Уже на следующий день после операции пациент может активизироваться (вставать, садиться, ходить). Через три дня после операции пациент может покинуть больницу и вернуться к привычному образу жизни. Затем в течение периода вживления имплантата, который длится 3—4 месяца, не рекомендуются (но не запрещаются) экстремальные осевые нагрузки на позвоночник. Специальной реабилитации после операции не требуется.

### Микрохирургическое удаление грыжи межпозвонкового диска
Микрохирургическое удаление грыжи межпозвоночного диска (микродискэктомия) — это операция, являющаяся эффективным методом хирургического лечения. Этот метод выполняется под большим увеличением с использованием операционной налобной лупы или с использованием операционного микроскопа. Основным преимуществом этого метода является возможность удаления грыжи межпозвонкового диска любой плотности и любого расположения. Паравертебральные мышцы отделяются от дужек позвонков, производится экономная резекция дужек смежных позвонков, части межпозвонкового сустава. Большое увеличение позволяет точно и деликатно манипулировать в спинномозговом канале, удалять любые возможные варианты грыж межпозвонковых дисков с минимальной вероятностью повреждения нервных структур позвоночного канала. Операция производится под общим наркозом в положении больного на животе, с кожным разрезом 3—4 см. Риск послеоперационных осложнений минимален. Современная нейрохирургия предполагает раннюю активизацию пациента уже на следующие сутки. Средний срок пребывания в стационаре составляет 5—7 дней. Пациент может приступить к нефизическому труду через 7—14 дней, а к физическому — через 2—4 недели. Обычно рекомендуется в течение месяца ограничивать положения сидя. Для соблюдения осанки и минимизации возможных осложнений рекомендуется в течение 1—2 месяцев носить полужёсткий поясничный корсет.

### Эндоскопическое удаление грыжи
Эндоскопический метод хирургического лечения грыж межпозвонковых дисков является достаточно новым направлением и как таковой подвергается массе критики и сравнений. На сегодняшний день существует обширный арсенал эндоскопических методов лечения грыж межпозвонковых дисков. В первую очередь, их следует разделить по отделу позвоночника, на котором они применяются.
При лечении грыж межпозвонковых дисков шейного отдела позвоночника наиболее широкое распространение получили три метода:
- по H. D. Jho, или передне-боковой эндоскопический метод;
- PECD (percutaneous endoscopic cervical discectomy) — передняя шейная эндоскопическая дискэктомия;
- задняя эндоскопическая дискэктомия.

При лечении грыж межпозвонковых дисков грудного отдела позвоночника используется передний или торакоскопический метод.
Для лечения грыж межпозвонковых дисков пояснично-крестцового отдела позвоночника используется группа боковых задних эндоскопических доступов.
Применение эндоскопа позволяет существенно уменьшить операционную травму, но имеет более ограниченные условия применения (размер, расположение грыжи межпозвонкового диска). Размеры разреза и всего доступа уменьшаются до 1—2,5 см, риск послеоперационных осложнений меньше. Пациент может ходить в день операции или на следующий день, выписывается из стационара на 3—4 день после операции. Данный вид вмешательства обеспечивает более быструю реабилитацию и возобновление прежней трудовой деятельности.

ENDOSPINE по Dr.Destandau